# Maagd der Armenkerk
Een Maagd der Armenkerk is een kerk, gewijd aan Onze-Lieve-Vrouw Maagd der Armen (fr:Vièrge des Pauvres), zoals ze naar verluidt in 1933 verscheen in Banneux. Vanwege deze betrekkelijk recente datum zijn de Maagd der Armenkerken in het algemeen moderne kerken. Ze bevinden zich voornamelijk in België.
De volgende kerken zijn aan haar gewijd:
Nederland
- Maagd der Armenkerk (Heerlen), een kerk in de Heerlense wijk Molenberg

België
- Maagd der Armenkerk (Vucht), een kerk in de wijk Mariaheide van Vucht
- Maagd der Armenkerk (Grote Heide), een kerk te Grote Heide, bij Neerpelt
- Maagd der Armenkerk (Lutlommel), een kerk te Lutlommel, bij Lommel
- Maagd der Armenkerk (Paradijs), een kerk te Paradijs, bij Rekkem
- Maagd der Armenkerk (Queue-du-Bois), een kerk te Queue-du-Bois
- Maagd der Armenkerk (Schoonbeek), een kerk te Schoonbeek, bij Beverst
- Maagd der Armenkerk (Strooiendorp), een kerk te Strooiendorp, bij Leopoldsburg
- Maagd der Armenkerk (Saint-Nicolas), nabij Luik
- Maagd der Armenkerk (Termolen), een kerk in het kerkdorp Termolen bij Zonhoven